# 立山水力電気
立山水力電気株式会社（立山水力電氣株式會社、たてやますいりょくでんきかぶしきがいしゃ）は、大正から昭和戦前期にかけて存在した日本の電力会社である。北陸電力送配電管内にかつて存在した事業者の一つ。
本社は富山県富山市。富山県を流れる早月川にて水力開発を手掛け、富山県内の電力会社や工場・電気鉄道へと電気を供給した。1941年（昭和16年）、日本海電気を中心とする北陸地方の電力会社計12社の新設合併に参加し、北陸合同電気となった。

## 歴史
立山水力電気は、1917年（大正6年）9月7日富山市内に設立された。資本金は100万円で、医学博士岸一太と元南満州鉄道理事の犬塚信太郎が大株主かつ設立の中心人物であった。会社の母体は両名が関わる「富山鉱業所」という鉱業者である。これは岸が立山連峰の剱岳山頂付近で輝水鉛鉱を発見、その採掘を計画（小黒部鉱山参照）した折、犬塚と共同で立ち上げたもの。両名は採掘用動力を得るべく早月川上流に水利権を得て、白萩発電所の建設に着手する。しかし途中で方針の変更があり、両名と地元実業家によって県内初の電力供給専門会社立山水力電気の起業となった。
1918年（大正7年）5月23日、最初の発電所として出力1,000キロワットの白萩発電所が運転を開始した。送電線は早月川下流の中新川郡滑川町（現・滑川市）との間に建設され、発生電力はカーバイドを製造する北陸電気工業（後の中越電気工業）へと送電された。続いて同年9月から下流側にて中村発電所（出力3,000キロワット）の建設に着手。同発電所は1920年（大正9年）8月1日に運転を開始した。中村発電所からは別途伏木港まで送電線が引かれ、発生電力は伏木港所在の3工場、北海電化工業・北海工業・新宮商行伏木工場へと供給されたほか、高岡電灯などの電力会社にも送電された。
1919年（大正8年）、日本水力という電力会社が送電に関する提携を図るためとして立山水力電気の株式を買収した。1921年（大正10年）、その日本水力が大手電力会社大同電力に発展すると、投資を引き継いだ関係で大同電力が新たに親会社となった。同社の持ち株は1924年（大正13年）10月末時点で資本金350万円・総株数7万株に対し過半を占める3万8820株であり、1926年（大正15年）には同社の幹部増田次郎が立山水力電気に社長として入っている。同年12月24日、3番目の発電所として出力3,500キロワットの蓑輪発電所が運転を開始し、総発電力は3か所計1万200キロワットとなるが、翌1927年（昭和2年）以降は電力販売に苦心し、同年下期より普通株式の無配を余儀なくされた。そのため大同電力の支援の下で五ヶ年更生計画を立て、1931年（昭和6年）10月には年率1割配当の優先株式を廃止した。無配はその後1935年（昭和10年）4月の復配まで続いた。
1938年（昭和13年）1月、親会社大同電力は当時所有していた立山水力電気の株式4万4110株をすべて富山県の有力電力会社日本海電気へ譲渡し、社長増田次郎以下大同電力からの役員も全員引き上げて、関係を断った。これにより立山水力電気は日本海電気の傘下に入り、同年1月28日、同社社長の山田昌作が新社長となった。その後国家による配電事業統制に向けた機運が高まる中で、山田の主唱によって北陸3県における事業再編を自主的に行うこととなり、日本海電気や立山水力電気を含む合計12社の合併が決定、1941年（昭和16年）8月1日に12社の新設合併によって新会社北陸合同電気が発足する。この新設合併に伴い立山水力電気は解散して消滅した。

## 発電所一覧
立山水力電気が運転していた発電所は以下の通り。
| 発電所名 | 種別 | 出力 (kW)                  | 所在地・河川名                                    | 運転開始   | 備考               |
| -------- | ---- | -------------------------- | ------------------------------------------------- | ---------- | ------------------ |
| 白萩     | 水力 | 1,000 →1,400 →2,700 →3,000 | 中新川郡白萩村（現・上市町） （河川名：早月川）   | 1918年5月  | 現・北電白萩発電所 |
| 中村     | 水力 | 3,000 →4,000               | 中新川郡白萩村（現・上市町） （河川名：早月川）   | 1920年8月  | 現・北電中村発電所 |
| 蓑輪     | 水力 | 3,500 →4,000               | 中新川郡東加積村（現・滑川市） （河川名：早月川） | 1926年12月 | 現・北電蓑輪発電所 |

上記の3発電所は北陸合同電気を経て1942年（昭和17年）4月より北陸配電へと移管され、1951年（昭和26年）5月以降は北陸電力に所属する。また白萩・中村両発電所の中間にある伊折発電所（出力1万8,000キロワット、北緯36度40分18.2秒 東経137度27分38.4秒）は北陸電力時代の1953年（昭和28年）9月運転開始であるが、元は立山水力電気によって1939年（昭和14年）に工事実施許可を得て工事準備が着手されていた。

## 供給関係一覧
1937年（昭和12年）12月末時点における、立山水力電気の電力供給先のうち電気供給事業者・電気鉄道事業者は以下の通り。
| 供給先         | 供給地点                   | 供給電力 (kW) |
| -------------- | -------------------------- | ------------- |
| 日本海電気     | 射水郡能町村・能町開閉所   | 3,400         |
| 高岡電灯       | 高岡市大野・大野変電所     | 3,000         |
| 高岡電灯       | 射水郡能町村・能町変電所   | 3,000         |
| 上中島水力電気 | 下新川郡松倉村・鉢開閉所   | 50            |
| 大岩電気       | 中新川郡白萩村内           | 2             |
| 出町電灯       | 東礪波郡出町・出町変電所   | 400           |
| 富岩鉄道       | 上新川郡豊田村・豊田変電所 | 280           |
| 越中鉄道       | 婦負郡倉垣村・布目変電所   | 30            |

同じく1937年12月末時点における電力供給先の工場は以下の通り。
| 供給先               | 所在地         | 供給電力 (kW) |
| -------------------- | -------------- | ------------- |
| 中越電気工業         | 中新川郡滑川町 | 2,500         |
| 北陸電化工業伏木工場 | 射水郡伏木町   | 50（休止）    |
| 王子製紙伏木工場     | 射水郡伏木町   | 50            |
| 樺太木材紙料         | 射水郡能町村   | 850           |